# Lassi Huuskonen
Pour les articles homonymes, voir Huuskonen.
Lassi Huuskonen, né le 2 novembre 1979, est un sauteur à ski finlandais.

## Biographie
Représentant le Puijon Hiihtoseura, il fait ses débuts internationaux en 1997, année où il obtient une médaille d'argent par équipes aux Championnats du monde junior à Canmore.
Il fait ses débuts dans la Coupe du monde en novembre 2000 à Kuopio, se classant quinzième, soit son meilleur résultat dans la compétition. Il ne reste pas longtemps dans le groupe élite et concourt dans la Coupe continentale, dont il termine troisième du classement général.
Il marque quelques points dans la Coupe du monde en 2001-2002, ainsi qu'une médaille de bronze individuelle à l'Universiade de 2003.

## Palmarès

### Coupe du monde
- Meilleur classement général : 62e en 2002.
- Meilleur résultat individuel : 15e.

#### Classements généraux
| Compet'/Année | Compet'/Année | Classement général | Classement général |
| ------------- | ------------- | ------------------ | ------------------ |
| Compet'/Année | Compet'/Année | Class.             | Points             |
| 2001          | 2001          | 64e                | 16                 |
| 2002          | 2002          | 62e                | 15                 |

### Universiades
- Médaille de bronze sur le grand tremplin en 2003 à Tarvisio.

### Championnats du monde junior
- Médaille d'argent par équipes en 1997.

### Coupe continentale
- 3e du classement général en 2001.